# Personaggi di Twin Princess - Principesse gemelle

I personaggi di Twin Princess - Principesse gemelle

Lista dei personaggi dell'anime e del manga di Twin Princess - Principesse gemelle.

## Personaggi

### Regno Solare
Fine (ファイン?, Fain)
Doppiata da: Megumi Kojima (ed. giapponese), Loretta Di Pisa (ed. italiana)
Una delle principesse gemelle del Regno Solare, ha gli occhi e i capelli rosso fragola e ha 13 anni. Come Rein, viene chiamata "la principessa meno principesca". Fine è paurosa e si lamenta spesso, ma è una gran golosona e va matta per le torte, il suo dolce preferito. È atletica, ma non va bene nel ballo, in matematica e letteratura. Comunque, è molto amichevole e gentile, e si prende cura delle persone che ama. S'innamora del misterioso Eclipse, che scopre poi essere il principe Shade. Le piacciono i fiori, in particolare i girasoli.
Rein (レイン?, Rein)
Doppiata da: Yūko Gotō (ed. giapponese), Tosawi Piovani (st. 1) e Jenny De Cesarei (st. 2) (ed. italiana)
Una delle principesse gemelle del Regno Solare, ha gli occhi verdi e i capelli blu e ha 13 anni. Come Fine, viene chiamata "la principessa meno principesca" seppure decisamente più raffinata nei modi ed incline all'etichetta rispetto alla sorella. Le piacciono i vestiti e i gioielli dalla forma lunare o a stella; è una grande sognatrice e adora cimentarsi nelle avventure. È molto dolce, sensibile, gentile e disponibile nei confronti di chi ha bisogno di aiuto. Dimostrando un acuto spirito d'osservazione. È temeraria e non si lascia sopraffare di fronte alle situazioni difficili anche grazie all'appoggio di sua sorella Fine. Ha una cotta per il principe Bright (tanto da immaginare di sposarlo), in compenso però si preoccupa spesso per Shade dimostrando la sua incoerenza nei sentimenti. Le piacciono i tulipani rosa. Nella seconda serie diventa la giornalista dell'Accademia.
Principessa Grace (プリンセスグレース?, Purinsesu Gurēsu)
Doppiata da: Yūko Minaguchi (ed. giapponese), Lorella De Luca (ed. italiana)
È una principessa leggendaria che salvò Wonder nella notte dei tempi. Sebbene sia morta da lungo tempo, il suo spirito riappare nella stella come una specie di creatura ancestrale per affidare a Fine e Rein l'onore di salvare il pianeta. A questo fine, gli dona gli Scrigni Solari per usare il potere di Prominence. Quando a Fine e Rein verrà sottratto il potere di Prominence, essa donerà loro il potere della Promina, ancora più forte. Tutti gli abitanti del pianeta Wonder l'adorano perché è buona, bella e saggia. Dopo aver promosso Fine e Rein "Principesse del Sole Eterno", le incarica di trovare i sette tesori dei regni, le pietre di Grace.
Poomo (プーモ?, Pūmo)
Doppiato da: Satomi Kōrogi (ed. giapponese), Federica Valenti (ed. italiana)
È un folletto affidato a Fine e Rein. È bianco, ha grandi orecchie e un ciuffetto di capelli biondi. Indossa un copricapo blu con lo stemma del Sole ed un papillon. Teletrasporta le gemelle per Wonder. Con la Sfera della Stella misura il livello di Regalità di Fine e Rein. La polverina per misurarlo è la Promina. Successivamente la Sfera si trasforma nella Cristallo Bottiglia. È molto intelligente e protettivo nei confronti delle gemelle al punto da voler sacrificare la sua vita per loro nel finale della prima stagione. Ma per fortuna viene riportato in vita grazie alla principessa Grace. Ha paura del buio.
Elsa (エルザ?, Eruza) & Toulouse (トゥルース?, Turūsu)
Doppiati da: Ayako Kawasumi e Wataru Hatano (ed. giapponese), Angiolina Gobbi e Paolo Sesana (ed. italiana)
Sovrani del Regno Solare e genitori di Fine e Rein, Elsa s'interessa molto di Fine e Rein e riesce a educarle bene, a volte molto meglio di quanto faccia Camelot. È una mamma saggia e premurosa e lascia alle figlie il crea-gioielli. Toulouse è un timidone ed è sempre pronto a dare buoni consigli e ad ascoltare le figlie.
Camelot (キャメロット?, Kyamerotto)
Doppiata da: Kazuko Sugiyama (ed. giapponese), Caterina Rochira (ed. italiana)
È la balia di Fine e Rein. All'inizio della serie appare come una donna prepotente e autoritaria, ma successivamente mostra il suo entusiasmo e affetto nei confronti delle due principesse. Ama molto il suo mestiere di educatrice e si preoccupa quando Fine e Rein sono giù di corda. Tuttavia, le due principesse le fanno sempre molti dispetti, facendola diventare matta. Nel corso della serie s'innamora di Nagino, tanto da progettare il suo matrimonio con lui.
Lulu (ルル?, Ruru)
Doppiata da: Misato Suzuki (ed. giapponese), Serena Clerici (ed. italiana)
È la gattina blu tirocinante di Camelot. In alcuni casi rimane intimorita dal lavoro di Camelot, ma si impegna per ottenere note positive per la sua dedizione. Prende sempre appunti per non dimenticare nulla.
Omendo (オメンド?, Omendo)
Doppiato da: Isamu Tanonaka (ed. giapponese), Claudio Beccari (ed. italiana)
È lo scienziato del laboratorio del Regno Solare. Il suo compito è analizzare i dati della temperatura e del clima attraverso le stazioni meteorologiche. Amico d'infanzia di Camelot, i due si affibbiano spesso dei nomignoli (Omenduccio, Camelottina). È molto saggio.
Tabi (タビイ?, Tabii) & Jill (ジル?, Jiru)
Doppiati da: Yūki Tai e Masayo Kurata (ed. giapponese), ? e Lorella De Luca (ed. italiana)
Gattini addetti alle stazioni meteorologiche sotto il comando di Omendo, lavorano alacremente. Fanno parte della tribù dei miao miao.

### Regno della Luna
Milky (ミルキー?, Mirukī)
Doppiata da: Kazuko Kojima (ed. giapponese), Sabrina Bonfitto (ed. italiana)
Principessa del Regno della Luna, ha 2 anni ed è molto ghiotta, soprattutto di dolci, entrando in rivalità con Fine. È ancora alle prime armi e viaggia su una stella volante. Parla come i bambini piccoli, a versetti: solo Fine e Shade la capiscono. È la prima a scoprire la doppia identità del fratello Shade.
Shade (シェイド?, Sheido) / Eclipse (エクリプス?, Ekuripusu)
Doppiato da: Junko Minagawa (ed. giapponese), Massimo Di Benedetto (ed. italiana)
Principe del Regno della Luna, ha 15 anni. Viaggia su un dinosauro, che usa come cavallo, dal nome Regina e usa una frusta per attaccare e difendersi. All'inizio della serie appare come Eclipse, un ragazzo misterioso che segue le principesse gemelle, a volte salvandole dai guai. Mostra un certo interesse per Rein nella prima stagione al punto da salvarla in varie occasioni mettendo la sua vita in pericolo e farle da cavaliere per il ballo preferendola alla sua gemella Fine. Nonostante balli con Fine alla fine della prima e seconda stagione i  suoi sentimenti per Rein non cambiano e si intensificano in amore quando in un episodio della gyu della seconda stagione il fiore dell'infelicità tenta di rovinare i fiori coltivati da Shade. Ma con l'aiuto di Rein e degli altri compagni di accademia riesce a coltivarne di nuovi, che poi sbocceranno in meravigliosi fiori con petali a forma di cuore. Frutto dell'amore intenso e sincero che prova nei confronti di Rein. È molto studioso, misterioso, audace e temerario. Vuole diventare dottore e per questo si prende cura di sua madre, la regina Maria, di salute cagionevole, alla quale è molto affezionato. Ha il pollice verde e, nella seconda serie, si prende cura del giardino dell'accademia. Affezionandosi al Signor. Cresson il giardiniere dell'accademia che poi si scoprirà essere il preside della scuola.
Regina Maria (ムーンマリア?, Mūn Maria, Moon Maria)
Doppiata da: Keiko Han (ed. giapponese), Patrizia Scianca (ed. italiana)
Regina del Regno della Luna, le sue condizioni di salute sono molto volubili perché dipendono dall'aurora che staziona nei cieli del pianeta. Shade è molto affezionato a lei.
Roman (ローマン?, Rōman)
Doppiato da: Keiji Hirai (ed. giapponese), Giorgio Bonino (ed. italiana)
Il primo ministro del Regno della Luna, vuole il potere di Prominence. Quando riesce a ottenerlo rubandolo alle gemelle, crea lo Scrigno Oscuro; tuttavia, dopo averlo consegnato a Bright, viene assorbito dal potere dell'Oscurità.
Chuuba (チューバ?, Chūba)
Doppiata da: Kiri Yoshizawa (ed. giapponese), Graziella Porta (ed. italiana)
Un'abile indovina, il suo aspetto ricorda quello di un topo. Le servono delle cameriere per la sua dimora.
Golem Moon Moon (モンモンゴーレム?, Monmon Gōremu, MonMon Golem)
È un gigante che dorme quasi sempre all'interno del Tempio del Regno della Luna. Si risveglia solo in alcuni momenti dell'anno per scacciare le nuvole che coprono la Luna e diffondere i suoi raggi sul Regno.
Regina Scorpione (女王サソリ?, Joō Sasori)
È un enorme scorpione che esce dal suo rifugio unicamente per difendere i suoi piccoli. Ha un udito finissimo e percepisce ogni rumore.
Mia (ミーア?, Mīa)
Doppiata da: Rina Satō (ed. giapponese), ? (ed. italiana)
È una lavoratrice locale del Lago della Stella.

### Regno di Meramera
Lione (リオーネ?, Riōne)
Doppiata da: Misato Fukuen (ed. giapponese), Giuliana Atepi (ed. italiana)
La principessa del Regno di Meramera, è una ragazza timida, pasticciona, dolce e sensibile. Non ama il ballo, tuttavia è campionessa di samba. Sa come crescere e divertire suo fratello Tio. Capisce Bo Dragon, il drago che vive nel vulcano spento, attraverso la Pietra delle Fiamme del Drago che si trova nel castello.
Tio (ティオ?, Tio)
Doppiato da: Vanilla Yamazaki (ep. 3-25) e Kinoko Yamada (ep. 27+) (ed. giapponese), Benedetta Ponticelli (ed. italiana)
Principe del Regno di Meramera, è il fratello minore di Lione. Adora giocare con la sua katana a fare il ninja e sogna di diventare un grande spadaccino. Shade è il suo idolo: gli chiede spesso di prenderlo come scudiero, infatti per la seconda parte della prima stagione lo accompagnerà in continuazione. È gentile, generoso e pasticcione, ed è bravo nella samba. Possiede un cane a due code, Saetta. Nella seconda serie, fa parte del club della montagna. Sembra avere una cotta per Rein e Fine, poiché corre sempre in loro aiuto se sono in pericolo.
Nina (ニーナ?, Nīna) & Wal (ウォル?, Uoru)
Doppiati da: Yukie Maeda e Tōru Ōkawa (ed. giapponese), ? e Guido Rutta (ed. italiana)
Sovrani del Regno di Meramera e genitori di Lione e Tio, Nina assomiglia molto a Lione, mentre re Wal è molto forte e il suo dinamismo si manifesta in molti modi, come le torce che illuminano la sala del trono.
Howan (ホワン?, Howan)
Doppiato da: Kenta Miyake (ed. giapponese), Mario Scarabelli (ed. italiana)
Un panda, cuoco e chef di uno dei ristorante di Meramera, la sua specialità è la cucina cinese. Il suo piatto migliore, nonché specialità della casa, è il riso alle Fiamme Bollenti.
Bo Dragon (ボードラゴ?, Bō Dorago)
Drago enorme che vive nel vulcano, i suoi raffreddori sono la principale causa dell'attività, sebbene non pericolosa, del vulcano.
Saetta (メラメラドッグ?, Meramera Doggu, Meramera Dog)
Strano canide con due code di fuoco, è l'animale da compagnia di Tio, che lo cavalca come Shade cavalca Regina; tuttavia, Saetta non sembra andare molto d'accordo con Tio. Pare che faccia di tutto per mangiarsi Poomo.

### Regno della Goccia
Mirlo (ミルロ?, Miruro)
Doppiata da: Sachi Sukigara (ed. giapponese), Elisabetta Spinelli (st. 1) e Sabrina Bonfitto (st. 2) (ed. italiana)
Principessa del Regno della Goccia, ha due anni in più di Fine e Rein. Piagnucolona e pessimista, è costretta ad obbedire alla madre Yamul, che vuole farla diventare una brava principessa, e che tenta di non farle frequentare Fine e Rein perché le considera poco principesche. Molto brava a dipingere, nella seconda serie s'innamora, ricambiata, di Pastel, principe del pianeta dell'Arte. Nel manga è meschina e invidiosa e odia Rein e Fine.
Narlo (ナルロ?, Naruro)
Doppiato da: Haruhi Nanao (ed. giapponese), ? (ed. italiana)
Principe del Regno della Goccia, ha la stessa età di Milky, per la quale ha una cotta. Adora giocare. Chiama sua madre Mamoha (Mamma + Aloha, parola imparata dalla principessa Altezza).
Yamul (ヤームル?, Yāmuru) & Pump (パンプ?, Panpu)
Doppiati da: Mahiru Konno e Masayori Hayashi (ed. giapponese), Donatella Fanfani e Guido Rutta (ed. italiana)
Sovrani del Regno della Goccia, Yamul ha l'aspetto di un castoro color crema ed è una donna molto autoritaria, mentre Pump si preoccupa molto del popolo ed è affettuoso con i figli.
Esteban (エストブアン?, Esutobuan)
Doppiato da: ? (ed. giapponese), Laura Brambilla (ed. italiana)
Promesso sposo di Mirlo, è un bambino. È molto gentile nei suoi confronti e guida una macchina, seppur in miniatura e finta. Ama tantissimo giocare con Mirlo e la considera una sorella. Anche Mirlo gli è affezionata.
Ada (アーダ?, Āda) & Ida (イーダ?, Īda)
Doppiate da: ? e ? (ed. giapponese), Jenny De Cesarei e Deborah Morese (ed. italiana)
Due cittadine del Regno della Goccia, si prendono cura degli uccelli.

### Regno di Tanatana
Ichele (イシェル?, Isheru), Nina (ニーナ?, Nīna), Saya (サーヤ?, Sāya), Shiyon (シヨン?, Shiyon), Gorchel (ゴーチェル?, Gōcheru), Loloa (ロロア?, Roroa), Nursya (ナーシャ?, Nāsha), Harney (ハーニィ?, Hānyi), Quarry (キュアリー?, Kyuarī), Julia (ジュリア?, Juria) & Joiner (ジョイナー?, Joinā)
Doppiate da: Nozomi Masu (Ichele), Kazuko Kojima (Gorchel) e Misato Okano (Harney) (ed. giapponese), ? (ed. italiana)
Sono le 11 principesse del Regno di Tanatana ed è difficilissimo distinguerle, poiché l'unica cosa che le differenzia è il colore dei capelli. Le sillabe iniziali dei nomi sono gli ideogrammi giapponesi dei numeri da uno a undici. Sono piccolissime, come tutti gli abitanti del regno.
Solo (ソロ?, Soro)
Doppiato da: Sachi Matsumoto (ed. giapponese), ? (ed. italiana)
È l'unico principe del Regno di Tanatana, sebbene abbia avuto da poco un fratellino. È un violinista provetto. Nella seconda serie, fa parte del club di scherma dell'Accademia insieme a Bright.
Coco (ココ?, Koko)
Doppiato da: ? (ed. giapponese), ? (ed. italiana)
Tredicesimo figlio dei regnanti, è il secondo figlio maschio di Flaua e King. Ha la stessa età di Narlo e Milky. Le sue sorelle gli vogliono molto bene.
Flaua (フラウア?, Furaua) & King (キング?, Kingu)
Doppiati da: Yumiko Hori e Toshitaka Hirano (ed. giapponese), Graziella Porta e Diego Sabre (ed. italiana)
Sovrani del Regno di Tanatana, King è il principale nemico delle scimmie che hanno invaso il regno, ma dopo giungerà ad un accordo con loro.
Snowy (スノーウイー?, Sunōuī)
È una creatura che vive nella foresta e la sua caratteristica è quella della veggenza. Sembra un tapiro blu, col ventre color crema. Quando qualcuno capita nella Foresta Oscura in cui vive, provoca degli incubi, essendo un divoratore di sogni, convinto di fare una gentilezza.

### Regno del Mulino a Vento
Sophie (ソフィー?, Sofī)
Doppiata da: Rina Satō (ed. giapponese), Jolanda Granato (ed. italiana)
Principessa del Regno del Mulino a Vento, ha spesso la testa tra le nuvole e questo la porta a prendere le cose alla leggera. Spesso fa degli scherzi ad Altezza, irritandola. Possiede un piccolo mulino a vento che suona una melodia. È buona, generosa e ingenua.
Auler (アウラー?, Aurā)
Doppiato da: Hiro Shimono (ed. giapponese), Davide Garbolino (st. 1) e Davide Albano (st. 2) (ed. italiana)
Principe del Regno del Mulino a Vento, il suo unico grande amore è Altezza e sembra essere ricambiato. È gentile e a volte un po' testardo.
Elena (エレナ?, Erena) & Randa (ランダ?, Randa)
Doppiate da: Junko Shimeno e Masayuki Katō (ed. giapponese), ? e Marco Balzarotti (ed. italiana)
Sovrani del Regno del Mulino a Vento, tutti i venti dipendono dal controllo di Randa, un re forte e determinato. È in conflitto con il Regno dei Gioielli nella gara dei dirigibili.
Wally (ウォーリー?, Uōrī)
Doppiato da: ? (ed. giapponese), Riccardo Peroni (ed. italiana)
È un fantasma simpatico e buffo che non spaventa nessuno.

### Regno dei Gioielli
Altezza (アルテッサ?, Arutessa)
Doppiata da: Kaori Mizuhashi (ed. giapponese), Emanuela Pacotto (ed. italiana)
Principessa del Regno dei Gioielli, ha la stessa età di Fine e Rein. Irascibile e scontrosa, ha l'abitudine di urlare quando non ottiene quello che vuole e adora mettersi in mostra. È elegante e brava a cucinare, e adora i gioielli. Molto affezionata al fratello, quando Bright viene catturato dal Potere Oscuro si deprime. È innamorata del principe Auler, anche se cerca di non darlo a vedere, ma nella seconda serie i suoi sentimenti sono più evidenti. Nonostante consideri le gemelle assai poco regali, nel corso della serie sviluppa una grande amicizia con loro, diventando meno antipatica.
Bright (ブライト?, Buraito)
Doppiato da: Tetsuya Kakihara (ed. giapponese), Renato Novara (ed. italiana)
Principe del Regno dei Gioielli, è il fratello maggiore di Altezza e ha 15 anni.  Gli piace il tè alla rosa canina. Soffre di un complesso di inferiorità e per questo si lascia soggiogare dall'oscurità, stringendo un'alleanza con Roman e utilizzando lo Scrigno Oscuro per creare scompigli; inoltre, diventa ambizioso e assetato di potere. All'inizio della serie è pazzamente innamorato di Fine, ha una profonda rivalità con Shade . Sfruttando il suo interesse per la gemella azzurra Rein per ferirlo appena prova ad avvicinarsi a Fine confermando il suo lato oscuro e vendicativo. Anche se sceglie di ballare con Rein nei finali della prima e seconda stagione mantiene il suo interesse amoroso per Fine, che cerca di salvarlo dal Cristallo Nero. Nella seconda serie, fa parte del club di scherma dell'Accademia e ne è il campione.
Camelia (カメリア?, Kameria) & Aaron (アーロン?, Āron)
Doppiati da: Haruhi Nanao e Daisuke Ono (ed. giapponese), Monica Bonetto e Francesco Orlando (ed. italiana)
Sovrani del Regno dei Gioielli, Camelia è una donna molto drammatica, ama mettersi in mostra e geme ogni volta che accade qualcosa di brutto. Aaron è un re molto posato e responsabile.
Miss Butterfly (ミセスバタフライ?, Misesu Batafurai)
Doppiata da: ? (ed. giapponese), Alessandra Karpoff (ed. italiana)
È un'orafa locale specializzata in oggetti elaborati. Il suo principale avversario è Sirius. Alla fine di una gara però, i due finiranno col collaborare.
Sirius (セリアス?, Seriasu)
Doppiato da: ? (ed. giapponese), Diego Sabre (ed. italiana)
Un altro gioielliere, è in competizione con Miss Butterfly. Sua madre in passato ha lavorato con Elsa, la madre di Fine e Rein. A Sirius non piace creare monili elaborati, ma mette tutto il suo cuore nelle sue creazioni. Alla fine inizia a collaborare con Miss Butterfly.
Pupetta (プペット?, Pupetto)
Doppiata da: Ai Shimizu (ed. giapponese), Lara Parmiani (ed. italiana)
Una bambola che vive da parecchio tempo in una discarica di giocattoli vecchi e rotti, spera di ritrovare la sua padroncina, cosa che accadrà. Come gli altri giocattoli, non si stancherebbe mai di giocare.
Robo Robot (ロボロボット?, Robo Robotto)
Doppiato da: ? (ed. giapponese), Paolo De Santis (ed. italiana)
Capo dei giocattoli della discarica, ha una forte personalità. Anche lui, come Pupetta, spera di ritrovare il suo padroncino, desiderio che si realizzerà anche per lui.
Marriage (マリアージュ?, Mariāju)
Doppiata da: ? (ed. giapponese), Laura Brambilla (ed. italiana)
È una bambolina a forma di fata di cui s'innamora Poomo, salvo poi venire deluso quando lei accetta di venire adottata da un affascinante signore.

### Altri personaggi
Perla (パール?, Pāru, Pearl)
Doppiata da: Rumi Shishido (ed. giapponese), Lara Parmiani (ed. italiana)
È la principessa del Regno dell'Oceano, un regno che si trova nel Mare dei Coralli, nel Regno del Mulino a Vento. Vive in una conchiglia ed è minuscola. Vuole far sorridere le persone e le dispiace quando qualcuno è triste. I suoi genitori sono in giro per l'oceano a causa degli impegni governativi e le mancano molto. Adora cantare. Nell'episodio 48, Boomo s'innamora di lei e la salva da vari pericoli: da quel momento, i due diventano inseparabili.
Nagino (ナギーニョ?, Nagīnyo)
Doppiato da: Naoki Yanagi (ed. giapponese), Ruggero Andreozzi (ed. italiana)
È uno spirito inviato da Grace per vigilare su Fine e Rein. Il suo più grande tesoro è una cetra con la quale intrattiene giovani damigelle e che ha il potere di rivelare la vera natura delle cose. Nell'episodio 38, rivela alle gemelle l'esistenza delle sette pietre di Grace. È molto affascinante, infatti tutte le donne sono pazze di lui, salvo Rein, Fine e Altezza, che lo trovano ridicolo.
Natchi (ナッチ?, Natchi)
Doppiata da: Yuko Sasamoto (ed. giapponese), Francesca Bielli (ed. italiana)
È una trapezista ed è la stella dello show. Un giorno rimane infortunata e perde il coraggio di tornare sul trapezio, ma Fine e Rein la aiutano a superare la paura.
PyuPyu (ピューピュー?, Pyūpyū) & KyuKyu (キュキュ?, Kyukyu)
Doppiati da: Tomoko Kaneda e Rina Satō (ed. giapponese), ? e ? (ed. italiana)
Angeli della Campana del Sole, sono comparsi quando Fine e Rein l'hanno suonata durante la cerimonia d'inaugurazione. Attivano i poteri magici delle gemelle. Essendo giovani e con poca esperienza, causano molti guai. Adorano il gelato.
Eliza (エリザべータ?, Erizabēta, Elisabetta)
Doppiata da: Yuko Maruyama (ed. giapponese), Daniela Fava (ed. italiana)
Principessa del pianeta delle Celebrità e attrice per natura, snobba le altre persone e parla con tono piatto. È molto ricca e vive nello sfarzo e nel lusso. Decide di diventare una persona modesta per far colpo su Fango, di cui si è innamorata. Conosce Carla e Sasha da quando è piccola.
Sasha (シャシャ?, Shasha) & Carla (カーラ?, Kāra)
Doppiate da: Eiko Kawasaki e Fuyuka Ōura (ed. giapponese), Francesca Bielli e Tiziana Martello (ed. italiana)
Come Eliza, provengono dal pianeta delle Celebrità. Seguono la loro principessa e la aiutano in tutto. Sono snob come Eliza e la conoscono da quando sono piccole. Sasha ha i capelli rosa; quelli di Carla, invece, sono castani.
Chiffon (シフォン?, Shifon)
Doppiata da: Emiri Katō (ed. giapponese), Elisabetta Spinelli (ed. italiana)
Principessa del pianeta della Matematica, ha 6 anni, ma è già un piccolo genio. È la studentessa più dotata ed educata. Presidentessa del Consiglio Scolastico, adora il mistero. Ha una memoria molto potente e il suo idolo è il Vecchio Saggio, simbolo dell'Accademia. Entra nella squadra di Fine e Rein, per poterle conoscere meglio e comprendere i loro strambi comportamenti.
Noche (ノーチェ?, Nōche)
Doppiato da: Nozomi Masu (ed. giapponese), Federico Zanandrea (ed. italiana)
Principe del pianeta di Orchestra, la sua passione è la musica e il suo strumento preferito è il violino. Urla e piange molto spesso. Ha una cotta per Fine, ma non è ricambiato.
March (マーチ?, Māchi)
Doppiata da: Nanae Katō (ed. giapponese), Deborah Morese (ed. italiana)
Principessa del pianeta dei Pigri, è membro del Comitato della morale pubblica e quindi distribuisce i punti di demerito, che arrivati a -100 portano all'espulsione, a chiunque infranga le regole scolastiche. Punisce spesso Fine e Rein.
Fango (ファンゴ?, Fango)
Doppiato da: Ryōsuke Sakamaki (ed. giapponese), Stefano Pozzi (ed. italiana)
Principe del pianeta di Gretel, è taciturno, rude e visto come un selvaggio. Finisce facilmente nei guai. All'inizio della serie s'innamora di Rein, ma poi si accorge di nutrire dei sentimenti per Eliza. Ha un fratellino minore, Fingo.
Lemon (レモン?, Remon)
Doppiata da: Asuka Nakase (ed. giapponese), Debora Magnaghi (ed. italiana)
Principessa del pianeta di Naniwan, fin da piccola sogna di diventare una grande comica e annota su un quaderno tutte le cose divertenti sulle quali basarsi per creare scherzi e far divertire. Ha un fratello, Melon. Adora fare battute e scherzi e possiede un ventaglio d'oro, che tiene abbracciato quando dorme perché altrimenti ha gli incubi.
Melon (メロン?, Meron)
Doppiato da: Masato Nishino (ed. giapponese), Alessandro Zurla (ed. italiana)
Principe del pianeta di Naniwan, è il fratello di Lemon e la aiuta a comprendere la portata dei danni creati dai suoi scherzi.
Toma (トーマ?, Tōma)
Doppiato da: Shinnosuke Tachibana (ed. giapponese), Luca Bottale (ed. italiana)
Principe del pianeta Walpurgis e vice presidente del Consiglio Studentesco, è la prima persona posseduta da Edward. Crea vari mostri con i suoi poteri per impedire a Fine e Rein di portare avanti l'Operazione Amicizia. È uno studente modello di fine corso ed è chiamato il Principe dell'Accademia. Bandito dal suo pianeta d'origine, fu costretto a scappare dal castello. Dopo essersi liberato dal controllo di Edward, lascia l'Accademia e va sul pianeta dei Panorami a lavorare in un albergo.
Rosemary (ローズマリー?, Rōzumarī)
Doppiata da: Noriko Shitaya (ed. giapponese), Dania Cericola (ed. italiana)
Principessa del pianeta dell'Occulto, racconta molte storie del terrore.
Vice Preside (教頭?, Kyōtō)
Doppiato da: Keiji Hirai (ed. giapponese), Giovanni Battezzato (ed. italiana)
Molto severo e attento alle regole, ha un atteggiamento di favore nei confronti di Eliza perché è molto ricca. Riprende sempre Fine e Rein per i loro comportamenti puerili.
TanbaRin (タンバ・リン?, Tanba Rin)
Doppiata da: Chie Sawaguchi (ed. giapponese), Marcella Silvestri (ed. italiana)
Insegnante di Fine e Rein, proveniente dal Regno di Tanatana, anche lei è molto piccola.
Ban Jo (バン・ジョー?, Ban Jō)
Doppiato da: Atsushi Imaruoka (ed. giapponese), Luca Ghignone (ed. italiana)
Altro insegnante dell'Accademia, ha una cotta per TanbaRin.

### Nemici

#### Prima serie
Rau (ラウ?, Rau) & Yan (ヤン?, Yan)
Doppiati da: Takashi Kubota (Rau) e Keiichirō Endō (Yan) (ed. giapponese), Stefano Albertini (Rau) e Daniele Demma (Yan) (ed. italiana)
Sono i due sottoposti di Roman e hanno il compito di rubare il potere di Prominence per lui.
Boomo (ブウモ?, Buumo)
Doppiato da: Yukiji (ed. giapponese), Renata Bertolas (ed. italiana)
Versione purpurea di Poomo, diventò cattivo quando cercò di insediarsi sul trono dei Poomo e la principessa Grace lo rinchiuse in una scatola: rimane così prigioniero del Potere dell'Oscurità fino a quando Roman non lo libera. È un pasticcione e controlla le attività malvagie. S'innamora di Perla, tornando buono: durante la ricerca dell'ultima pietra di Grace la protegge dai Cavalieri dell'Ombra, ribellandosi a Bright e liberandosi dall'influenza negativa del Cristallo Nero. Per questo, lo stemma solare sul suo capo da nero torna ad essere arancio.

#### Seconda serie
Edward (エドワルド?, Edowarudo) / Edochin (エドチン?, Edochin)
Doppiato da: Naoki Yanagi (ed. giapponese), Davide Fumagalli e Daniele Demma (quando diventa Edochin) (ed. italiana)
È uno spirito maligno che vuole far cadere l'Accademia Reale nel caos, possedendo prima Toma e poi gli altri studenti. Il suo spirito si trova in un vecchio ritratto. Si allea con Bibin, che gli dà il corpo provvisorio di un maialino parlante in grado di volare. Viene usato da lei come aiutante e deve chiamarla "padrona Bibin". Alla fine della serie, se ne va con lo spirito della Principessa Swan, di cui è sempre stato innamorato. I due erano chiamati Principe e Principessa della Felicità.
Bibin (ビビン?, Bibin)
Doppiata da: Yuri Shiratori (ed. giapponese), Laura Brambilla (ed. italiana)
Principessa del Pianeta Oscuro, giunge all'Accademia dopo la scomparsa di Edward per piantare i semi dell'Infelicità e raccogliere i frutti dell'Infelicità, in modo da superare la prova di diploma dell'Accademia Oscura e diventare la regina. Da' a Edward il corpo del maialino Edochin. Compie magie tramite la bacchetta arancio che tiene nei capelli. Vedendo i suoi fallimenti, la direttrice Black le dona gli Amuleti Oscuri. Adora il gelato e viaggia su una falce di luna volante. La sua frase tipica è "Mi dà la nausea". Alla fine della serie diventa buona.
Direttrice Black (ブラック学園長?, Burakku gakuen-chō)
Doppiata da: Aya Hisakawa (ed. giapponese), Lorella De Luca (ed. italiana)
Direttrice dell'Accademia Oscura, dona a Bibin gli Amuleti Oscuri. Quando la ragazza li finisce, fallendo ogni volta la raccolta del frutto dell'Infelicità, decide di intervenire lei stessa. È posseduta dal re del Cristallo Nero e da lui prende gli ordini.
Re del Cristallo Nero (ブラッククリスタルキング?, Burakku Kurisutaru Kingu, Black Crystal King)
Doppiato da: Norio Wakamoto (ed. giapponese), Marco Balzarotti (ed. italiana)
È il nemico supremo, origine di tutti i poteri oscuri. Nella prima serie controlla Bright, spingendolo ad usare il potere di Prominence.